# Koloryt lokalny
Koloryt lokalny – przesycenie świata przedstawionego elementami ujawniającymi odrębność kulturalną, obyczajową, społeczną środowiska, w którym toczy się akcja utworu. Na koloryt lokalny zaczęli zwracać uwagę romantycy. Wyraźnie zaznaczył się w powieści realistycznej i naturalistycznej.